# Teatro Altosf
El Teatro Altosf es un grupo de teatro nacido en el estado Sucre, Venezuela en 1976, creado por los directores, dramaturgos y actores de origen argentino Juan Carlos De Petre y Ana De Petre con la intención de originar una agrupación dedicada a la investigación y exploración teatral. Altosf es la contracción de la expresión Altos de Santa Fe, con el fin de aludir al carácter sagrado del teatro.
Es conocido por la metodología expuesta por Juan Carlos De Petre en el libro titulado El teatro desconocido, caracterizada por realizar montajes de creaciones originales de grupo.

## Historia
En 1976 un grupo de personas se reúne en la ciudad de Cumaná (estado Sucre) para fundar una agrupación teatral. A pesar de que el nombre hace referencia al carácter sagrado del teatro, también alude a un pequeño poblado cercano a Cumaná que se llama de esa manera.
Su primera obra llevada a escena fue El señor y los pobres (1976) dirigida por Juan Carlos De Petre y con las actuaciones de Alexis Echenaguccia, Teresa Istillarte, William Jiménez y Saturno González. Fue estrenada en la Sala Rajatabla, el 1 de noviembre de 1976. Con ella, la agrupación estuvo de gira por el país.
Después de dos años, el Teatro Altosf inaugura su propia sala de teatro en Cumaná en una antigua casona. Esta sala tiene el mismo nombre de la agrupación y se convierte en un centro cultural que ofrece danza, literatura, cine, música, fotografía, artes plásticas y teatro. En él, los artistas locales encontraron un espacio para poder mostrar su trabajo en danza, teatro y artes plásticas.
En la nueva sede nace la obra Salmo de la nueva infancia (1978), una creación del grupo Altosf que formó parte de la IV Sesión Mundial de Teatro de las Naciones, el cual se llevó a cabo en Caracas el mismo año. Igualmente, en ella funciona el Taller de Teatro Cántaro, dependiente de la Oficina de Coordinación Cultural del estado Sucre, conducido por Juan Carlos De Petre, Teresa Istillarte y Alexis Echenaguccia. Se considera el primer taller permanente de formación teatral del grupo. En 1979 se estrena Una vez en mi huerto en el Teatro Nacional, en el marco del IV Festival Nacional de Teatro de Caracas.

### Cambio de sede
A principios de los años ochenta, luego de estrenar Tienda de muñecos (1980), obra que le concedió nuevamente el premio Juana Sujo a la agrupación como Mejor Teatro del Interior, el grupo traslada su sede a la Colonia Tovar. Allí fundan el Lugar de Arte del Hombre (LAH), que sirve como espacio para evaluar los talleres de formación, realizar jornadas de trabajo y ensayos.
En 1983 la agrupación estrena una obra en conjunto con el Grupo Actoral 80 (GA80) titulada Esta noche se improvisa en busca de personajes bajo la dirección de Juan Carlos De Petre.
En 1984 el Teatro Altosf viaja a Portugal para participar en el Festival Internacional de Teatro de la Expresión Ibérica (FITEI) con la obra de teatro In memoriam (1983). La misma obra les concedió luego el premio CRITVEN (Círculo de Críticos de Teatro de Venezuela).
El año próximo, la agrupación ofrece talleres en Caracas de manera regular, organizados por el Centro Latinoamericano de Creación e Investigación Teatral (CELCIT). Los mismos eran conducidos por Juan Carlos De Petre, Gregorio Magdaleno y Amilcar Marcano. Estos talleres generan nuevos espectáculos con sus participantes.
En 1988 se estrena Día-logos en la sede del Grupo Actoral 80. A finales del mismo año, la agrupación obtiene el premio Ollantay en el rubro de Experimentación y Nuevos Aportes. En 1989 se estrena Tres de copas, pieza con la que tuvieron funciones en Francia.

### Otra nueva etapa

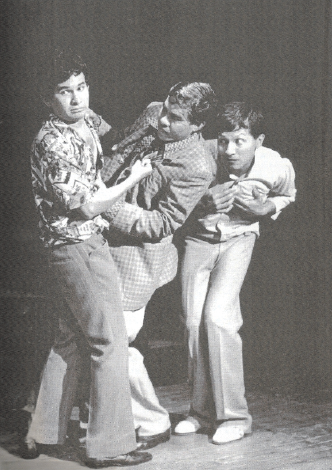
Tres de copas (1989). Creación grupal. Dirección: Juan Carlos De Petre. En la foto: J. Gregorio Magdaleno, Amilcar Marcano y William Dumont.

A partir de los años noventa, el Teatro Altosf empieza una nueva etapa en sus talleres de formación, en la que comienzan a crear espectáculos a partir de su metodología de enseñanza. El Laboratorio titulado “El actor: creador autonómo” fue el inicio de este método de trabajo. La primera obra de este proceso creativo fue Manifiesto de Vigilia (1993), la cual tuvo incorporados textos de Rainer María Rilke y estuvo dirigida por Gregorio Magdaleno. Ese mismo año se estrena En Gracia (o El mito de volar por dentro, 1993) en el VII Festival Nacional de Teatro bajo la dirección de Juan Carlos de Petre. Con esa obra, la agrupación tuvo una gira en España y en Argentina.
En 1995 el grupo abre al público otra sede en Caracas, conocida como Sala Teatro Altosf, ubicada en los sótanos de Parque Central, en el antiguo Espacio Experimental del CELCIT. La nueva sala es estrenada con la obra Vacío de mi amor (1995) dirigida por Juan Carlos De Petre. Con esta obra, el grupo tuvo una de sus giras más importantes en Egipto, Turquía, Grecia, Israel y Holanda, gracias a que no hacía falta la palabra para comprenderla. A pesar de la apertura de esta sala, el grupo no abandona su actividad en la Colonia Tovar.
Entre 1995 hasta 1998 la agrupación tuvo muchos estrenos gracias a la dinámica de formación del grupo.  Entre estos destacan De rosa viejo (1995), El silencio (1996) dirigidas por Juan Carlos De Petre e =1 (o Igual a uno, 1997), dirigida por Gregorio Magdaleno. Igualmente, en 1996 el Teatro Altosf celebra sus veinte años con algunos de sus montajes más exitosos, entre los que destacan Tres de copas (1989), De rosa viejo (1995) y Vacío de mi amor (1995). La Universidad del Zulia hizo un homenaje al Teatro Altosf en Maracaibo y publicaron el libro El teatro desconocido de Juan Carlos De Petre, el cual reflexiona sobre el proceso creador del Altosf. Además, en la estación Bellas Artes del metro de Caracas se hizo una exposición de fotografías de la agrupación.
En 1999 se anuncia el proyecto Ediciones Altosf y Ana De Petre debuta como directora con la obra Los intérpretes (1999). También, se crea el Centro del Movimiento Creador (CMC), una organización para la creación en el campo de las Artes y las Ciencias. A partir de la creación del CMC, la agrupación inicia una exploración en las otras disciplinas artísticas. Dando como resultado el largometraje Los pies de los mensajeros de albricias, que contó con el elenco del Teatro Altosf y estuvo basado en la obra Altosf 1235. Este largometraje está perdido en la actualidad.

### El nuevo siglo
En el año 2000 el grupo de teatro presenta su primer unipersonal Qohélet. El predicador (o El Eclesiastés 2000) dirigido por Juan Carlos De Petre con la participación de Roberto Pellón como actor invitado.
En 2001 la agrupación realiza una celebración por sus 25 años que aborda estrenos teatrales, foros, muestras audiovisuales y exhibiciones gráficas en el metro de Caracas y el Ateneo de Caracas. Esta celebración fue inaugurada el 25 de noviembre en el lobby de la Sala de Conciertos del Ateneo de Caracas, con la exposición: Altosf en el tiempo.
En 2002 se estrena Del destierro al encuentro con el alma, el peregrinaje por la tierra y... (2002), obra que participa en numerosos festivales en América y Europa. Fue presentada en La Casa de América en Madrid (2004); en el Teatro Nacional de Catalunya de Barcelona en el I Festival de Teatro Latinoamericano Contemporáneo - ULLS (2006); y en Estados Unidos, en el X Festival Internacional de Teatro Hispano del Teatro de la Luna (2007). Además, el grupo continúa estrenando obras durante esa época, tales como Confesos (2006), En la red (2008), y Contemplo (2008) bajo la dirección de Juan Carlos De Petre.
En 2011 el grupo organizó una muestra de cortometrajes y cine foro para celebrar los treinta y cinco años de la agrupación. Además, en ese evento Juan Carlos De Petre estuvo a cargo de un conversatorio en torno a la agrupación. En 2012 se estrena Caos y otras esperanzas (2012) bajo la dirección de Ana De Petre, obra con la que tuvieron una gira en Argentina, España y Venezuela; y en 2014 estrenan Nuestra divina comedia (2014) bajo la dirección de Juan Carlos y Luz De Petre. Esta obra fue la última estrenada en su sala de teatro ubicada en Parque Central, Caracas. El cierre de su sede en Caracas se debe a que la zona en la que estaba ubicada el teatro se convierte en un lugar con altos índices de delincuencia, por lo que el público deja de asistir a la sala y ocurren robos de sus equipos. También, gracias al deterioro de la infraestructura y por no tener la posibilidad económica de mantener la sala en estas condiciones. Por estas razones, el grupo retorna a la Colonia Tovar para continuar sus actividades. Actualmente, allí continúan funcionando el Lugar de Arte del Hombre (LAH) y el Centro del Movimiento Creador (CMC) como espacios de investigación del grupo Teatro Altosf. Igualmente, el espacio de Caracas hoy es conocido como el Teatro La Rampa, sede del grupo Igual A Uno Teatro bajo la dirección de Gregorio Magdaleno.

## Integrantes
- Juan Carlos De Petre – Director
- Ana De Petre - Fundadora
- Alexis Echenaguccia - Fundador
- Teresa Istillarte - Fundadora
- William Jiménez - Fundador
- Saturno González – Fundador
- Gregorio Magdaleno
- Amilcar Marcano
- Daniel Calderón
- Nilda de Calderón
- Silvia Diovertti
- Octavia De Petre
- Luz De Petre
- Ubaldo Ledesma
- Vicky Aguirre
- Jorge Recio
- Otilia Docaos
- Sigfredo Castro
- Estílita Rangel
- Magda Blasco
- Marianella Acosta
- Andrea Reidy
- Ainchane Larragaña
- Juan Carlos Carrero
- Raquel Toral
- Yajaira Figueroa
- William Dumont
- María Egea
- Gladys Romero
- Salvador Girbau
- Ernesto Sánchez
- Augusto Marcano
- Livia Peña
- Angélica Escalona
- Ana Emilia Lyon
- Elizabeth Niesntadt
- Rafael Jiménez
- Emil Fran
- Rubén Martínez
- Mildred Maury
- Mireidis Marcano Cabello
- José Gutiérrez
- José Luis Rosales
- Michelle Mato
- Sheri Ochoa
- Yohana Bello
- Michelle Cona
- Balbelys Martínez
- Héctor Lyon
- Gustavo González
- Jeissy Trompiz
- Ernesto Suárez
- Marisol Abreu
- Ramón Blanco
- Álvaro Ortiz
- Maybel Ovalles
- Víctor Ovalles
- Iñaki Mata
- Alejandra Fontán
- Ingrid De Armas
- María Millián
- Ildemaro González
- Daniela Pérez Jiménez
- Pilar Santos
- Héctor Baca
- Gustavo García
- Ana Alexandra Moreno
- Jorge Montero
- Maruma Rodríguez
- Janzeth Rodríguez
- Neritza Pinillos
- Leticia Dávila
- Julio Pereira
- Osleyda Pérez

- Erika Barreto

- Junior Marcano
- Katty Merchán
- Álvaro Ortiz
- David Osorio
- Milvia Pacheco
- Bélgica Delón
- Shasha Hidalgo
- César Irazabal
- Giustino Adesso
- Hanzi Hernández Herran
- Fernando José Iglesias
- Ana Carolina Mateus
- Yano Pousa
- Emily Margaret Russian
- Lídice Abreu
- Héctor Palacios Verdes

Es necesario destacar que el grupo se caracteriza por no contar con un elenco estable.

## Metodología de trabajo: Teatro desconocido
La metodología creadora de Altosf ha sido expuesta por Juan Carlos De Petre en el libro El Teatro Desconocido. El proceso consiste en otorgarle al actor la mayor libertad posible para que pueda desarrollar al máximo sus capacidades expresivas, otorgándole la posibilidad de conquistar –a través del descubrimiento- las tierras íntimas del ser y de convertirse al mismo tiempo, en autor de su rol dentro del montaje. Para ello, es necesario que el actor se desprenda de sus conocimientos y que sea dirigido por una persona que esté capacitada. La persona que dirija el autoaprendizaje debe ser capaz de recibir lo que muestran los actores y poder reducirlo a lo esencial, a la condensación y a la unidad.
El trabajo del teatro desconocido lleva toda la vida. Cuando una obra acaba, se abre un nuevo enigma que requiere de mayor preparación, tanto de los actores como del director, para descifrarlo.

## Obras
| Título                                                                    | Año                              | Autor | Dirección                                      |
| ------------------------------------------------------------------------- | -------------------------------- | --- | ---------------------------------------------- |
| El señor y los pobres                                                     | 1976                             | Creación de grupo                                                                                            | Juan Carlos De Petre                           |
| Salmo de la nueva infancia                                                | 1978                             | Creación de grupo                                                                                            | Juan Carlos De Petre                           |
| Una vez en mi huerto                                                      | 1979                             | Creación de grupo                                                                                            | Juan Carlos De Petre                           |
| Tienda de muñecos                                                         | 1980                             | Creación de grupo a partir del cuento Tienda de muñecos del escritor venezolano Julio Garmendia              | Juan Carlos De Petre                           |
| In Memoriam                                                               | 1983                             | Creación de grupo                                                                                            | Juan Carlos De Petre                           |
| La cena                                                                   | escrita en 1979, montada en 1985 | Creación de grupo                                                                                            | Juan Carlos De Petre                           |
| Leyendas del principio perdido                                            | 1986                             | Creación de grupo                                                                                            | Juan Carlos De Petre                           |
| Búscame Adentro                                                           | 1987                             | Creación de grupo                                                                                            | Juan Carlos De Petre                           |
| Día-logos                                                                 | 1988                             | Creación de grupo                                                                                            | Juan Carlos De Petre                           |
| Búscame adentro                                                           | 1989                             | Creación de grupo                                                                                            | Dirección grupal                               |
| Tres de Copas                                                             | 1991                             | Creación de grupo                                                                                            | Juan Carlos De Petre                           |
| Manifiesto de la Vigilia                                                  | 1993                             | Creación de grupo                                                                                            | Gregorio Magdaleno                             |
| En Gracia o El mito de volar por dentro                                   | 1993                             | Creación de grupo inspirada en el poema El Angel de Jorge Luis Borges                                        | Juan Carlos De Petre                           |
| Vacío de mi amor                                                          | 1995                             | Creación de grupo                                                                                            | Juan Carlos De Petre                           |
| De rosa viejo                                                             | 1995                             | Creación de grupo                                                                                            | Juan Carlos De Petre                           |
| Y Después, El silencio                                                    | 1996                             | Creación de grupo                                                                                            | Juan Carlos De Petre                           |
| Passionatta                                                               | 1997                             | Creación de grupo                                                                                            | Juan Carlos De Petre                           |
| =1 (Igual a uno)                                                          | 1997                             | Creación de grupo                                                                                            | Gregorio Magdaleno                             |
| Altosf 1235                                                               | 1997                             | Creación de grupo                                                                                            | Juan Carlos De Petre                           |
| A mis seres queridos                                                      | 1998                             | Creación de grupo                                                                                            | Juan Carlos De Petre                           |
| Happy end                                                                 | 1999                             | Creación de grupo                                                                                            | Gregorio Magdaleno                             |
| Los intérpretes                                                           | 1999                             | Creación de grupo                                                                                            | Ana De Petre                                   |
| Qohélet. El predicador (o El Eclesiastés)                                 | 2000                             | Creación de grupo                                                                                            | Juan Carlos De Petre                           |
| Un solo aliento                                                           | 2000                             | Creación de grupo                                                                                            | Juan Carlos De Petre                           |
| Sótano 1                                                                  | 2001                             | Creación de grupo                                                                                            | Juan Carlos De Petre                           |
| Sí, sí; no, no…                                                           | 2001                             | Creación de grupo                                                                                            | Gregorio Magdaleno                             |
| El desordenado vuelo de las mariposas                                     | 2002                             | Creación de grupo                                                                                            | Juan Carlos De Petre                           |
| Del destierro al encuentro con el alma, el peregrinaje por la tierra y... | 2002                             | Creación de grupo                                                                                            | Juan Carlos De Petre                           |
| No sé dónde vives                                                         | 2003                             | Creación de Grupo                                                                                            | Juan Carlos De Petre                           |
| Se vende ésta casa                                                        | 2004                             | Creación de grupo                                                                                            | Dirección Grupal. Asesoría: Gregorio Magdaleno |
| Torus                                                                     | 2005                             | Creación de Grupo. Argentina                                                                                 | Gustavo García y Maybel Ovalles                |
| Show                                                                      | 2005                             | Creación de grupo                                                                                            | Juan Carlos De Petre                           |
| Confesos                                                                  | 2006                             | Creación de grupo                                                                                            | Juan Carlos De Petre                           |
| En la red                                                                 | 2008                             | Creación de grupo                                                                                            | Juan Carlos De Petre                           |
| Contemplo                                                                 | 2008                             | Creación de grupo                                                                                            | Juan Carlos De Petre                           |
| Por haberlo visto                                                         | 2009                             | Creación de grupo a partir del libro de poesía Por haberlo visto del escritor argentino Juan Carlos De Petre | Gregorio Magdaleno                             |
| Creando teatro                                                            | 2010                             | Creación de grupo                                                                                            | Juan Carlos De Petre                           |
| Meridiano de Greenwich                                                    | 2010                             | Creación de grupo                                                                                            | Gregorio Magdaleno                             |
| Ofertorio. Ceremonial Teatral                                             | 2012                             | Creación de grupo                                                                                            | Juan Carlos De Petre                           |
| Caos y otras esperanzas                                                   | 2012                             | Creación de grupo                                                                                            | Ana De Petre                                   |
| UNU. Huellas del Origen                                                   | 2014                             | Creación de grupo                                                                                            | Juan Carlos De Petre                           |
| Nuestra divina comedia                                                    | 2014                             | Creación de grupo. Versión libre de la Divina comedia de Dante Alighieri                                     | Juan Carlos De Petre y Luz De Petre            |
| UNU                                                                       | 2014                             | Creación de grupo. Buenos Aires, Argentina.                                                                  | Juan Carlos De Petre                           |
| Agian                                                                     | 2017                             | Creación de Grupo. País Vasco.                                                                               | Marisol Abreu                                  |
| Por el milagro (oracciones) a Octavia                                     | 2019                             | Creación de grupo                                                                                            | Juan Carlos De Petre y Luz De Petre            |
| Soplos de eternidad                                                       | 2019                             | Creación de grupo                                                                                            | Juan Carlos De Petre.                          |

## Premios y reconocimientos

### Premios[27][28]
- Premio CRITVEN. Obra: El Señor y los Pobres.
- Premio Juana Sujo (1976). Mejor Teatro del Interior. Obra: El Señor y los pobres.
- Premio Juana Sujo (1980). Mejor Teatro del Interior. Obra: Tienda de muñecos.
- Premio Municipal de Teatro: Teatro Altosf.
- Premio Iberoamericano OLLANTAY al Teatro Altosf (1988).
- Primer Premio a la Mejor Obra Teatral del Festival Iberoamericano Cumbre de las Américas (2005). Obra: Del Destierro, al Encuentro con el alma, el peregrinaje por la tierra, y…

### Reconocimientos
- Premio CRITVEN al Teatro Altosf: Otorgado por la Asociación de Críticos de Venezuela.
- Teatro de la Luna  por su valioso aporte a la dramaturgia latinoamericana en el X Festival Intercontinental de Teatro Hispano. Washington

| Festival                                                         | Lugar                                      | Año         |
| ---------------------------------------------------------------- | ------------------------------------------ | ----------- |
| Muestra Latinoamericana de Teatro                                | Coro. Venezuela                            | 1977        |
| IV Sesión Mundial de Teatro de las Naciones                      | Caracas, Venezuela                         | 1978        |
| Festival Oriental de Teatro                                      | Barcelona, Venezuela                       | 1979        |
| Festival Nacional de Teatro                                      | Caracas, Venezuela                         | 1979 y 1993 |
| Festival Internacional de la Expresión Ibérica (FITEI)           | Portugal                                   | 1985-1985   |
| Jornadas de Búsqueda y Experimentación Teatral                   | Caracas, Venezuela                         | 1985-1986   |
| Muestra Iberoamericana de TAEATRO                                | España                                     | 1985        |
| Muestra de Teatro de la Ciudad                                   | Caracas, Venezuela                         | 1990        |
| Ciclo Latinoamericano de Teatro                                  | España                                     | 1990        |
| Festival de TEATRO “Tres Continentes”.                           | España                                     | 1990-1994   |
| Semana Sudamericana                                              | Francia                                    | 1990        |
| Circuito Nacional de Artes Escénicas                             | Venezuela                                  | 1990-1991   |
| Festival Internacional de Bordeaux                               | Francia                                    | 1992        |
| Festival Iberoamericano de Bayonna                               | Francia                                    | 1992        |
| Festival Binacional de Teatro de Frontera.                       | Colombia-Venezuela                         | 1993        |
| Festival Internacional de Teatro de Cádiz                        | España                                     | 1994        |
| Festival Internacional de Teatro “La Movida”.                    | Argentina                                  | 1994        |
| Gira Internacional                                               | Egipto, Israel, Grecia, Turquía y Holanda  | 1997        |
| Festival Internacional de Teatro Experimental El Cairo           | Egipto                                     | 1997        |
| Gira en Argentina                                                | Buenos Aires, Bariloche, Santa Fe, Rosario | 2000        |
| Gira en España                                                   | Almagro, León                              | 2001        |
| Gira en Argentina                                                | Buenos Aires, Santa Fe                     | 2001        |
| Festival Internacional de Teatro Tres Continentes                | Canarias, España.                          | 2001        |
| Gira Internacional                                               | Rep. Checa, Polonia, Holanda, España.      | 2003        |
| Festival Internacional de Teatro “A PART”                        | Katowice, Polonia.                         | 2003        |
| Festival Internacional de Teatro “Konfrontacje Teatralne”        | Lublin, Polonia                            | 2003        |
| Gira Internacional                                               | Finlandia, Francia, Holanda, España        | 2004        |
| Encuentros “Grandes Creadores Latinoamericanos”, Casa de América | Madrid, España                             | 2004        |
| Festival Internacional de Teatro Contemporáneo de Almagro.       | España.                                    | 2004        |
| Festival Iberoamericano de Teatro de León.                       | España                                     | 2004        |
| Festival Latinoamericano de Teatro de Ciudad Real.               | España                                     | 2004        |
| Festival Internacional de Teatro El Galpón “César Campodónico”   | Montevideo, Uruguay                        | 2005        |
| Festival Iberoamericano “Cumbre de América” de Mar del Plata.    | Argentina                                  | 2005        |
| Festival Internacional de Teatro de Oriente                      | Barcelona, Venezuela                       | 2005        |
| I Muestra Latinoamericana de teatro de Grupo                     | Sao Paulo, Brasil                          | 2006        |
| Festival Latinoamericano de Teatro                               | Barcelona, España                          | 2006        |
| Festival Internacional de Teatro Hispano del Teatro de la Luna   | Washintong, EE. UU.                        | 2007        |
| Semana del Teatro Latinoamericano IATI                           | Nueva York, EE. UU.                        | 2007        |